# Janseodes
Janseodes é um gênero de traça pertencente à família Arctiidae.